# Traces O' Red
Traces o' Red är ett album av det norska black metal-bandet Enslavement of Beauty. Det är bandets debutalbum och gavs ut 1999 av Voice of Wonder Records. All musik är komponerad och framförd av Tony Eugene Tunheim. Texterna är skrivna av sångaren Ole Alexander Myrholt, utom spår fyra, "Dreams", som ursprungligen är en dikt från 1827 av Edgar Allan Poe. Sten Brian Tunheim har gjort albumdesignen.

## Låtlista
1. "In Thro the Cave of Impressions" – 1:29
2. "Traces o' Red: The Fall and Rise of Vitality" – 4:30
3. "Be Thou My Lethe and Bleeding Quietus" – 4:31
4. "Dreams" – 4:25
5. "Something Unique" – 4:14
6. "The Poem of Dark Subconscious Desire" – 5:05
7. "Eerily Seductive" – 4:32
8. "My Irreverent Pilgrimage" – 4:14
9. "And Still I Wither" – 5:14
10. "I Dedicate My Beauty to the Stars" – 11:09

Bonusspå på den japanska utgåvan
1. "The Masquerade of Rhapsody" – 3:36
2. "Colleen" – 1:54

- Text: Ole Alexander Myrholt (spår 1–3, 5–12), Edgar Allan Poe (spår 4)
- Musik: Tony Eugene Tunheim

## Medverkande
Musiker (Enslavement of Beauty-medlemmar)
- Ole Alexander Myrholt – sång
- Tony Eugene Tunheim – gitarr, synthesizer

Bidragande musiker
- Hans Åge Holmen – basgitarr
- Asgeir Mickelson – trummor

Övriga medverkande
- Fred Endresen – producent, ljudtekniker, ljudmix, sampling
- Audun Strype – mastering
- Tom Kvålsvoll – mastering
- Sten Brian Tunheim – albumdesign
- Harald Solbakk – foto